# Quotas laitiers en Europe
Cet article concerne les quotas dans l’Union européenne. Pour les quotas au Canada, voir Quota laitier au Canada.
Le régime des quotas laitiers est une politique de « droits à produire » mise en place en France puis dans l'Union européenne, dans le cadre de la politique agricole commune, à partir de 1984 pour limiter et stabiliser la production laitière (lait de vache) qui était alors fortement excédentaire (du point de vue de l'offre et de la demande, vue par le marché de plus en plus internationalisé du lait), afin de contrer l'effondrement du prix du lait et du beurre, qui menaçait la survie économique d'une grande partie des éleveurs de vaches laitières.
Pour les économistes, les quotas font partie des « instruments de maîtrise quantitative » et de « maîtrise de la gestion de l'offre » d'un marché (le marché du lait dans ce cas, mais au Québec par exemple, les marchés des œufs de consommation, des œufs d’incubation, du poulet et du dindon ont aussi été soumis à quotas, pour les mêmes raisons). Ils nécessitent d'être mis en place à de grandes échelles géographiques (nationales, européennes...) afin que le marché puisse supporter la concurrence des prix des marchés supranationaux et mondiaux. Les quotas peuvent eux-mêmes, comme au Canada, être négociés et mis en vente sur le marché libre, avec toutefois une législation régulatrices visant à ne pas rendre plus vulnérables certaines zones défavorisées.
Les quotas laitiers sont finalement abolis en avril 2015, ce qui entraîne une crise du revenu des éleveurs.

## Historique

### En France
Plusieurs régions pauvres et de montagne ont connu des crises du lait faisant que le prix du lait était devenu si bas que les producteurs ne pouvaient plus en vivre ; ainsi a-t-on cherché à stabiliser ce prix. Ainsi, en Savoie un accord interprofessionnel de 1952 (sanctionné par le préfet) prévoit le paiement du lait à un prix unique, quelle que soit sa destination (alors qu'une part importante de ce lait était transformé en gruyère). Puis le gouvernement français fixe le 25 mars 1964 un prix indicatif du lait de consommation, au même niveau qu'au printemps 1963, le prix du lait de transformation (80 % de la production) restant toutefois soumis aux lois du marché.
Dans les années 1970, après une grave crise du lait et du beurre (effondrement des prix induit par une surproduction), l'instauration de quotas avait pour but d'enrayer la croissance continue de la (sur)production laitière pour la ramener progressivement au niveau de la consommation intérieure et des exportations non subventionnées.

### Instauration des quotas dans l’Union européenne
Pour la première année d'application la quantité totale de lait produite au niveau de l'Union (qui comptait à l'époque dix membres) devait être fixée à 103,7 millions de tonnes, soit une diminution de 3,5 % par rapport à l'année précédente.
La consommation interne était évaluée pour la même année à 94,9 millions de tonnes. Cette politique, qui a subi plusieurs ajustements au fil des ans, a permis de diminuer de façon très sensible les dépenses communautaires liées au secteur du lait tant pour le stockage d'intervention, que pour les restitutions à l'exportation et les aides à la consommation interne.
Cette politique fut d'abord contestée par les agriculteurs, notamment en France, qui défendent maintenant ce principe régulateur[réf. nécessaire].

### Concentration de la production malgré les quotas
En France, après l'instauration des quotas laitiers, le prix du lait est resté beaucoup plus stable que celui d'autres productions agricoles (porcs, volailles, fruits et légumes, poisson), et moins soumis aux variations interannuelles.
En 1997, le prix du lait a aussi été encadré par un « accord interprofessionnel du 25 novembre 1997 sur
l'évolution du prix du lait », (qui a cependant été dénoncé par les transformateurs en janvier 2004).
La France est restée « favorable au maintien des quotas, les décideurs publics ont depuis 1984 opté pour une gestion administrative décentralisée de la politique de contingentement ». La gratuité des droits à produire et un lien entre quota laitier et foncier (instituée en 1984 en Europe) ont été maintenus, et le ministère de l'Agriculture a freiné (mais non stoppé) la tendance à la concentration de l'activité laitière. Celle-ci a, de 1970 à 1984, déporté la production de lait des petits producteurs vers des exploitations de plus en plus grandes et intensives, surtout situées dans l’Ouest, au détriment des autres régions et surtout des zones de montagne ou d’autres zones dites défavorisées. Ce statut de zone défavorisée a été reconnu par l’Europe en 1975 sur la base d’indicateurs de handicaps naturels physiques et de critères socio-économiques (Commissariat général du Plan 1999).
Cette politique a eu une importance particulière pour les élevages de montagnes. Au début des années 2000, 27 200 exploitations laitières « professionnelles » de montagne formaient 35 % de toutes les exploitations agricoles (et assuraient 40 % de la production agricole de ces zones) avec un quota moyen de 150 800 kg de lait, de 61 hectares et de 22 400 euros de résultat courant avant impôt (contre respectivement 222 700 kg, 72 hectares et 31 500 euros en plaine).

### Abolition des quotas en avril 2015
Le 1er avril 2015, les quotas sont effectivement abolis. La production est libre, l'agriculture européenne affronte la concurrence sans filet de sécurité. Dans un premier temps, la production augmente et les prix d'achat aux agriculteurs baissent,, ce qui avait été prévu. Une nouvelle crise laitière commence. Le prix payé est inférieur en 2016 et début 2017 au prix de production. Selon des chiffres de l'INSEE publiés en décembre 2016, le revenu moyen d'un chef d'exploitation agricole diminue de 26,1 % en 2016 par rapport à 2015.
Puis le volume de la production laitière baisse à son tour, avec un impact en 2017 sur des produits issus de la transformation du lait, notamment le beurre, le temps qu'une régulation se fasse, par les acteurs concernés ou par de nouveaux mécanismes, et que les prix s'ajustent sur toute la chaîne (production, transformation, distribution, consommation),.
En 2018, ce débat sur le prix du lait est un des éléments de la loi alimentation, d'autant que les prix de production du lait continuent à augmenter avec les conditions climatiques constatées.

## Fonctionnement
Chaque État membre bénéficie d'une référence nationale de production, répartie entre les producteurs. Si les producteurs dépassent cette référence, ils doivent payer le prélèvement supplémentaire ou pénalité laitière, soit une taxe de 0,342 6 € par litre de lait excédentaire. Depuis la campagne 2004/2005, cette pénalité a été revue à la baisse à la suite des accords de Luxembourg pris en juin 2003. Le prélèvement supplémentaire est actuellement régi par le règlement (CE) 1788/2003.
La référence (ou quota) dont dispose chaque producteur est répartie entre une référence « livraisons », lorsque le producteur vend son lait à une laiterie, et une référence « ventes directes », lorsque le producteur vend sa production directement aux consommateurs. Un producteur peut disposer d'une référence au titre de l'une ou l'autre de ces deux activités, ou pour les deux à la fois. La référence « livraison » des producteurs est gérée par la société ou la coopérative dont le producteur est adhérent. C'est cette structure qui est contrôlée au titre du prélèvement supplémentaire.
La référence « ventes directes » est gérée par FranceAgriMer, établissement public chargé notamment de l'administration des quotas laitiers en France.

## Bilan laitier de la France
Au début des années 2000, les éleveurs laitiers étaient encore vulnérables face au risque de baisse du prix du lait.
En 2004, grâce aux quotas, il restait 103 922 exploitations laitières en France (mais par rapport à 148 247 en 1995, soit une baisse de 30 % en dix ans).
La référence moyenne de production était de 218 529 litres par an (contre 152 170 en 1995, soit 43,6 % de plus) [réf. nécessaire]. Cette référence moyenne, du fait de l'augmentation de la taille des exploitations, augmente d'environ 9 000 litres par an. 200 000 litres de production annuelle correspondent environ à la production d'un troupeau de 25 laitières (Prim'Holstein) environ [réf. nécessaire].
| Années                                 | 2010 | 2011 | 2012 | 2013 | 2014 | 2015 | 2016 | 2017 |
| -------------------------------------- | ---- | ---- | ---- | ---- | ---- | ---- | ---- | ---- |
| Prix du lait moyen en France (€/1000L) | 300  | 327  | 315  | 343  | 366  | 316  | 294  | 334  |

On peut constater, grâce au tableau, que le prix du lait était sur une tendance à l'augmentation entre 2010 et 2015. Cependant, dès l'année de l'abolition des quotas laitiers (avril 2015), l'impact se fait vite ressentir sur le prix du lait. Entre 2014 et 2015, le prix du lait baisse de 50 €/1000L pour atteindre 316€/1000L. Pour finir, on remarque que l'année 2016 est l'année où le prix du lait est le plus bas entre 2010 et 2017, pour un prix de 294 €/1000L.

## Bilan laitier de l'UE
En 2005, la production européenne de lait de vache a été de 132 millions de tonnes d'équivalent-lait, soit 128 milliards de litres de lait. Les importations ont représenté 3 Mt soit 2,2 %. Pour la même période, la consommation s'établit à 122 Mt et les exportations à 14 Mt. Le solde est représenté par les stocks publics.
| Pays        | Prix moyen payé aux producteurs au 1er trimestre 2016 par pays en centimes d'euros |
| ----------- | ---------------------------------------------------------------------------------- |
| Grèce       | 40,4                                                                               |
| Finlande    | 37,9                                                                               |
| Italie      | 33,5                                                                               |
| Autriche    | 32,2                                                                               |
| Suède       | 31,6                                                                               |
| Royaume-Uni | 30,7                                                                               |
| France      | 30,1                                                                               |
| Espagne     | 29,7                                                                               |
| Danemark    | 29,3                                                                               |
| Pays-Bas    | 29,0                                                                               |
| Luxembourg  | 28,6                                                                               |
| Portugal    | 28,2                                                                               |
| Allemagne   | 28,1                                                                               |
| Irlande     | 26,2                                                                               |
| Belgique    | 25,8                                                                               |

Après l'abolition des quotas laitiers en avril 2015, il est intéressant de se pencher sur l'évolution du prix du lait. Selon les estimations de l'Observatoire Européen du lait, le prix moyen du lait de l'Union Européenne à 15 était de 0,298 €/L pour le premier trimestre 2016. Pour la France, ce prix était de 0,301 €/L. Des données inquiétantes puisqu'elles sont en recul de 7 % en France par rapport à la même période en 2015.